# Grammoechus ligatus
Grammoechus ligatus är en skalbaggsart som först beskrevs av Francis Polkinghorne Pascoe 1868.  Grammoechus ligatus ingår i släktet Grammoechus och familjen långhorningar. Inga underarter finns listade i Catalogue of Life.